# Knalltjärnen, Västerbotten
Knalltjärnen är en sjö i Skellefteå kommun i Västerbotten och ingår i Kågeälvens huvudavrinningsområde.